# Yankton
La ville de Yankton est le siège du comté de Yankton, dans l’État du Dakota du Sud, aux États-Unis. Lors du recensement de 2010, sa population s’élevait à 14 454 habitants.

## Géographie
Yankton est située dans le sud-est du Dakota du Sud, sur les rives du Missouri, à 6 kilomètres en aval du barrage de Gavins Point.
La municipalité s'étend sur 8,45 milles carrés (21,89 km2), dont 0,24 milles carrés (0,62 km2) d'étendues d'eau.

## Histoire
Le site a été exploré par l’expédition Lewis et Clark (1804-1806). Fondée en 1858, la ville a été la première capitale du territoire du Dakota de 1861 à 1883, date à laquelle Bismarck est devenue la capitale. Son nom provient d’une ethnie amérindienne locale qui a pris part à la bataille de Little Big Horn. Yankton a également gagné le surnom de « Cité mère des Dakotas », en raison du rôle important qu’elle a joué dans la création et le développement du territoire du Dakota.

## Démographie
| 1880  | 1890  | 1900  | 1910  | 1920  | 1930  |
| ----- | ----- | ----- | ----- | ----- | ----- |
| 3 431 | 3 670 | 4 125 | 3 787 | 5 024 | 6 072 |

| 1940  | 1950  | 1960  | 1970   | 1980   | 1990   |
| ----- | ----- | ----- | ------ | ------ | ------ |
| 6 798 | 7 709 | 9 279 | 11 919 | 12 011 | 12 703 |

| 2000   | 2010   | 2020   | - | - | - |
| ------ | ------ | ------ | - | - | - |
| 13 528 | 14 454 | 15 411 | - | - | - |

## Un centre de la musique liturgique
L'abbaye bénédictine Sacré-Cœur de Yankton possède depuis 1970 une bibliothèque consacrée au chant grégorien. Afin de garder cette tradition culturelle et spirituelle, ce Sacred Music Resource Center compte 400 livres environ du chant grégorien, issus de 27 monastères bénédictins aux États-Unis ainsi que de quelques établissements pédagogiques tel l'Institut Pie X à New York, sans perdre les livres hors usage à la suite du concile Vatican II.

## Personnalités
- Crissy Ahmann-Leighton (1970-), double championne olympique de natation par équipe.